# Efraim Zuroff
Efraim Zuroff (ur. 5 sierpnia 1948 w Nowym Jorku) – izraelski historyk urodzony w USA zwany „ostatnim łowcą nazistów” (ang. The Last Nazi Hunter).
Jest dyrektorem biura Centrum Szymona Wiesenthala w Jerozolimie oraz koordynatorem akcji poszukiwania zbrodniarzy hitlerowskich na całym świecie prowadzonym przez biuro. Uzyskał światowy rozgłos dzięki swojemu zaangażowaniu w odkrycie miejsca pobytu w Argentynie Dinko Šakića, komendanta obozu koncentracyjnego Jasenovac.

## Publikacje
- Łowca nazistów Alexandre Duyck (oprac.);   Wrocław, Wydawnictwo Dolnośląskie, 2010, tłumaczenie Daria Demidowicz-Domanasiewicz[2]
- Nasi. Podróżując z wrogiem, wspólnie z Rūta Vanagaitė, Wydawnictwo Czarna Owca, 2017, tłumaczenie Krzysztof Mazurek[3]